# Guillaume Mauquest de La Motte
Guillaume Mauquest de La Motte (27 juin 1655 à Valognes - 27 juillet 1737), est un chirurgien français.

## Biographie
Guillaume Mauquest de La Motte fit ses études médicales à Paris, et se livra surtout à la chirurgie, qu'il étudia pendant cinq ans à l'Hôtel-Dieu. Après avoir obtenu le titre de docteur, il revint dans sa région natale, où il se livra, pendant plus de cinquante ans, à la pratique de la chirurgie et de l'obstétrique. Ce sont les résultats de sa longue expérience qui forment la plus grande partie des ouvrages qu'il nous a laissés. Son Traité d'accouchement, un des meilleurs qui aient été publiés sur cette matière,il fut d'ailleurs félicité et encouragé par Lapeyronie chirurgien de Louis XV par lettre personnelle de Versailles en date du  14 Aout 1722 et par Chicoyneau 1er médecin du Roi par lettre personnelle de Marly en date du 28 Aout 1732(archives familiales). Ce traité eut plusieurs éditions. Il en fut de même de son Traité de chirurgie.
Il s'est marié le 10 aout 1684 à Valognes avec Marguerite Laisne de Vaudumont (née en 1657) avec laquelle il aura six enfants dont Jean-François(1698-1772) docteur en médecine à Montpellier en 1724 et qui exerça aussi à Valognes et dont le fils Charles François Guillaume(1733-1800)lui-même docteur en médecine de Montpellier en 1759 et qui fut médecin des armées de 1768 à 1797.

## Œuvres
- Dissertations sur la génération et la superfétation, Paris, in-8° ;
- Traité des accouchements naturels, non naturels et contre nature, Paris, chez Laurent d'Houry, 1721, in-4°
- Traité complet de chirurgie, contenant des observations et des réflexions sur toutes les maladies chirurgicales et sur la manière de les traiter, Paris, 1722, 3 vol. in-12.

## Sources
- Grand dictionnaire universel du XIXe siècle par Pierre Larousse.
- Notices d'autorité :   - VIAF
  - ISNI
  - BnF (données)
  - IdRef
  - LCCN
  - GND
  - Italie
  - CiNii
  - Belgique
  - Pays-Bas
  - Israël
  - NUKAT
  - Suède
  - Vatican
  - Tchéquie
  - Grèce
  - WorldCat

Annuaire des cinq départements de la Normandie / publié par l'Association normande Association normande. 1926
https://gallica.bnf.fr/ark:/12148/bpt6k61589702/f166.item.r=MAUQUEST.texteImage
Guillaume-Mauquest, sr de la Motte, Chirurgien-juré à Valognes et Chirurgien de l'Hôpital des troupes du Roi en Basse-Normandie
Naissance: Acte de bapteme - naissance Guillaume MAUQUEST - 27 DEC 1655 - https://www.archives-manche.fr/ark:57115/s005e5ed79da2fc1/5e5ed7a1f1b02.fiche=arko_fiche_65773510d0c23.moteur=arko_default_635b873d1f4a7 - Valognes, Baptêmes, 1648 - 1668, 5 Mi 1378
AD50 - page 167/385
Union: Acte de mariage - mariage Guillaume MAUQUEST & Marguerite LAISNEY - 10 APR 1684 - https://www.archives-manche.fr/ark:57115/s005e5d34f5a83d3/5e5d34f5e7ea8.fiche=arko_fiche_65773510e86f4.moteur=arko_default_635b873d1f4a7 - Valognes, Baptêmes, Mariages, Sépultures, 1684 - 1692, 5 Mi 1379
AD50 - page 14/247
Décès: acte d'inhumation - deces Guillaume MAUQUEST de la MOTTE - 27 SEP 1787 - https://www.archives-manche.fr/ark:57115/s005e5e26d07aa7c/5e5e26d7612f5.fiche=arko_fiche_657735112ba7b.moteur=arko_default_635b873d1f4a7 - Valognes, Baptêmes, Mariages, Sépultures, 1734 - 1738, 5 Mi 1401